# Cal Roig (Avinyonet del Penedès)
Cal Roig és un edifici del municipi d'Avinyonet del Penedès (Alt Penedès) protegit com a bé cultural d'interès local.

## Descripció
És una masia de planta basilical composta de planta baixa, pis i golfes. Portal d'arc de mig punt adovellat, amb grans carreus de pedra. Finestres amb ampits de pedra motllurats al primer pis. Galeria de finestres a les golfes. Sobre l'ala lateral de solei hi ha una segona galeria d'arcades de mig punt. Baluard amb dues portes d'entrada, que conforma un petit carrer, juntament amb els edificis agrícoles davanters.
Quan es va arreglar la teulada es va trobar una pedra amb la data del 1700 (aproximadament) a la galeria de les golfes, segons testimoni verbal dels habitants. Es conserven unes portes de fusta, que estaven al portal d'entrada, amb la data del 1813.